# Грин, Дэнни (боксёр)
Дэнни Грин (англ. Danny Green, род. 9 марта 1973 года Перт, Австралия) — австралийский боксёр-профессионал, выступающий в первой тяжёлой весовой категории (англ. Cruiserweight). Временный чемпион Мира (по версии WBC во втором среднем весе, 2003). Чемпион Мира (по версии IBO в первом тяжёлом весе, 2009—2011, 2012). Чемпион мира (по версии WBA в полутяжёлом весе, 2007).

## Любительская карьера
На любительском ринге Грин участвовал на играх содружества 1998 года, и на олимпийских играх в Сиднее, в 2000 году.
На любительском ринге побеждал российского боксёра, и многократного чемпиона различных чемпионатов, Александра Лебзяка.

## Профессиональная карьера
Грин дебютировал на профессиональном ринге в июле 2001 года в полутяжёлом весе. Выиграл 4 поединка подряд нокаутом, и в октябре 2001 года, вышел на ринг за звание чемпиона Океании по версии OBA, и во втором раунде досрочно победил соотечественника Хите Стентона.
В апреле 2001 года нокаутировал Пола Смоллмана, и завоевал титул чемпиона тихоакеанского региона по версии IBF.

### Бои за титул чемпиона мира в полутяжёлом весе
Продолжал нокаутировать своих соперников, и в августе 2003 года со статистикой 16 последовательных побед, выигранных все нокаутом вышел на ринг с чемпионом мира по версии WBC во втором среднем весе, Маркусом Баером (27-1). Грин дважды отправлял чемпиона на канвас уже в начале поединка. Во втором раунде Дэнни случайно ударил головой Баера, и к четвёртому раунду рассечение сильно проявлялось. Весь поединок Грин был активнее и побеждал, но из-за нанесённого рассечения, был дисквалифицирован в 5-м раунде, и несправедливо утратил возможность стать чемпионом.
В следующем бою Грин нокаутировал канадца Эрика Лукаса (36-5-3). В апреле 2004 года, Грин победил новозеландца, Сина Салливана. весь бой Грин громил Салливана, но новозеландец сумел достоять до гонга, и стал первым боксёром который отстоял всю дистанцию против австралийского нокаутёра.
В сентябре 2004 года, Грин нокаутировал в 5-м раунде аргентинца, Омара Эдуардо Гонсалеса. В этом бою Грин побывал в нокдауне.
В марте 2005 года, Дэнни вышел на повторный поединок с чемпионом, Маркусом Баером. В этом бою Баер действовал уверенней, и с небольшим преимуществом вёл по очкам. В финальном раунде Грин сумел отправить чемпиона на настил ринга, но судьи с небольшим преимуществом снова отдали победу Маркусу Баеру.
Проведя ещё два победных боя, в мае 2006 года, Грин вышел на ринг с соотечественником, Энтони Мандайне, в бою за статус обязательного претендента на титул чемпиона мира по версии WBA, во втором среднем весе. Это был один из самых ожидаемых поединков в Австралии. На заполненном стадионе в зрелищном поединке, Мандайн выиграл по очкам, и нанёс Грину второе поражение в карьере.
После поражения Грин нокаутировал трёх высокорейтинговых соперников, и в декабре 2007 года завоевал титул чемпиона мира в полутяжёлом весе, по версии WBA, победив по очкам хорватского боксёра Стрипе Дивша (32-1).

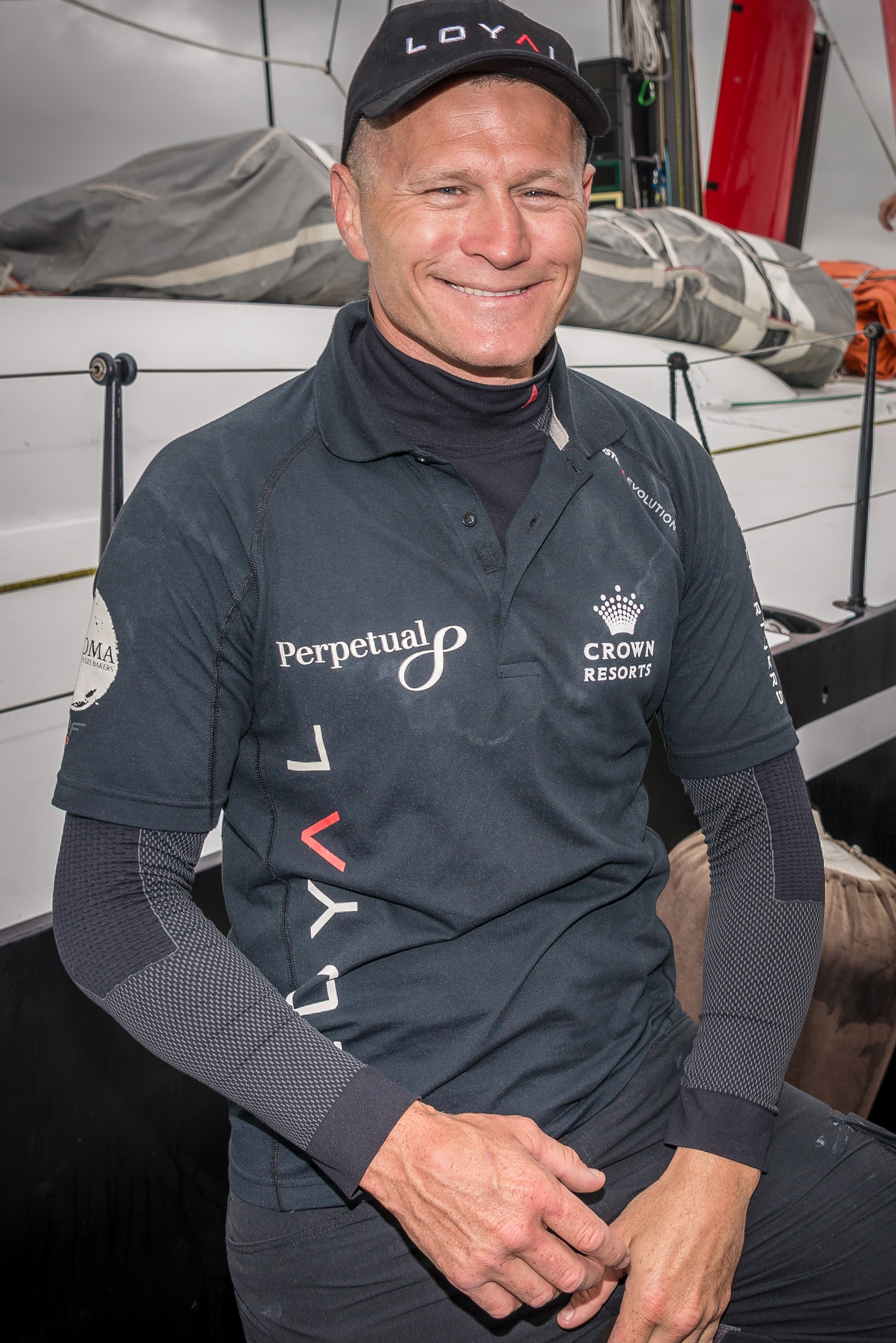
Грин в 2014 году

### Первый тяжёлый вес
После завоевания чемпионского титула, Грин перешёл в первый тяжёлый вес. В августе 2009 года австралиец нокаутировал Хулио Сезара Домингеса и стал чемпионом мира по версии IBO.
В первой защите титула, Грин сенсационно нокаутировал в первом раунде, звезду бокса, американца, Роя Джонса.
Затем Грин нокаутировал в 3-м раунде пуэрториканца Мэнни Сияку (22-6), затем в первом раунде нокаутировал стойкого австралийского боксёра, Пола Бриггса. В четвёртой защите титула, Дэнни по очкам победил непобеждённого американского боксёра, надежду первого тяжёлого веса США, Би Джея Флореса.
В июле 2011 года, Грин встретился с легендарным ветераном, Антонио Тарвером. американец выдал потрясающий напор, и высокий темп, который не смог выдержать Грин. В перерыве между 9 и 10 раундом, Грин отказался от продолжения поединка, и потерпел первое досрочное поражение в карьере.
Но общие заслуги на профессиональном ринге не отбросили Грина из элиты тяжёлого веса, и следующий бой Дэнни провёл с чемпионом по версии WBC, поляком Кшиштофом Влодарчиком. Первые 7 раундов Грин доминировал и прессинговал чемпиона, но затем австралиец начал сдавать, а Влодарчик наносил всё более точные удары. В 10-м раунде Влодарчик выбил капу изо рта Грина, и выбил ему зуб, а в 11-м отправил на канвас. Грин проиграл досрочно.
21 ноября 2012 года, состоялся поединок за вакантный титул чемпиона мира по версии IBO, между Дэнни Грином и Новозеландцем Шейном Кэмероном. Дэнни Грин победил по очкам и снова завоевал чемпионский титул.